# Amata humana
Amata humana är en fjärilsart som beskrevs av Hans Zerny 1931. Amata humana ingår i släktet Amata och familjen björnspinnare. Inga underarter finns listade i Catalogue of Life.